# Waterbord
Een waterbord is een bouwkundige voorziening die ertoe dient dat tussen de windveer en de dakbedekking geen water naar binnen kan komen.
Het waterbord wordt uitgevoerd als een simpele plank die de dakrand volgt en enigszins schuin achterover helt. Het dekt de naad tussen de windveer en de dakbedekking af.
Indien de gevel hoger is dan het dak, zal de plank moeten worden vervangen door een strook lood, die over de dakbedekking ligt en in de gevel is ingewerkt.
Een waterbord is ook een horizontale schuin naar buiten uitstekende plank langs de onderkant van een buitendeur op klossen aangebracht en aan de bovenkant in de deur ingelaten. Deze plank voorkomt dat regenwater naar binnen kan lopen en voert het water zover mogelijk naar buiten af. De functie is dezelfde als bij een weldorpel.